# Esperanta antologio
Esperanta antologio is een belangrijke bloemlezing van gedichten in het Esperanto, samengesteld door de Schotse dichter William Auld. Van dit werk zijn twee sterk verschillende edities uitgegeven, de eerste in 1958, de tweede in 1984. Deze laatste uitgave bevat 706 gedichten van 163 dichters afkomstig uit 35 landen van alle bewoonde werelddelen: dit maakt van Esperanta antologio de meest omvangrijke en internationale bloemlezing van Esperantopoëzie tot nog toe.

## Korte vergelijking van de twee uitgaven

### Eerste editie 1958
Titel: Esperanta antologio. Poemoj 1887-1957.

Uitgave: in de reeks Stafeto, onder toezicht van Juan Régulo Pérez.

Pagina’s: 648.

Opbouw: 

1. inleiding met principeverklaring;
2. gedichten (385 van 90 dichters uit 30 landen), onderverdeeld over 3 perioden;
3. korte biografieën;
4. glossarium;
5. notenapparaat.

### Tweede editie 1984
Titel: Esperanta antologio. Poemoj 1887-1981.

Uitgave: door UEA.

Pagina’s: 887.

Opbouw: 

1. inleidend gedicht van Auld;
2. gedichten (706 van 163 dichters uit 35 landen), zonder onderverdeling in perioden;
3. nawoord met korte geschiedenis van de Esperantopoëzie in 4 perioden;
4. korte biografieën;
5. index.